# 基尔奇普尔
基尔奇普尔（Khilchipur），是印度中央邦Rajgarh县的一个城镇。总人口15321（2001年）。

## 人口
该地2001年总人口15321人，其中男性7846人，女性7475人；0—6岁人口2476人，其中男1242人，女1234人；识字率61.37%，其中男性为71.59%，女性为50.65%。